# Молитва за Україну (Батурин)
«Молитва за Україну» (або «Гетьмани. Молитва за Україну») — пам'ятник в Батурині у вигляді скульптурної групи з п'яти постатей українських гетьманів, в часи яких Батурин був столицею України, — Дем'яна Многогрішного, Івана Самойловича, Івана Мазепи, Пилипа Орлика та Кирила Розумовського; вони зібралися навколо столу і разом роздивляються мапу України. Таким чином скульптурна композиція символізує єдність помислів гетьманів про соборність України.
Пам'ятник розташований на території Історико-культурного заповідника «Гетьманська столиця» на майдані Гетьманської слави напроти Воскресенської церкви — усипальниці Кирила Розумовського. Виконаний на державне замовлення, автори — Микола та Богдан Мазури. Був урочисто відкритий у День соборності України 22 січня 2009 року за участі Президента України Віктора Ющенка.
Скульптурну композицію доповнює фігура Божої Матері Достойно є, розташована над усіма іншими фігурами.

## Опис
Пам'ятник «Гетьмани. Молитва за Україну» являє собою бронзову скульптурну композицію з п'яти фігур гетьманів (вис. бл. 3 м), розміщену на чотириступінчатому постаменті з бронзи та бетону, обкладену гранітними плитами. За фігурами встановлено три гранітні колони (вис. бл. 5 м). Біля скульптур закріплена стилізована меморіальна плита з написом: «Та не згине в Україні і щастя, і воля. Хай нам браття молодії усміхнеться доля». Гранітна арка над скульптурною композицією увінчана скульптурним зображенням Богородиці.